# Região de South Slave
A Região de South Slave é uma das 5 regiões administrativas dos Territórios do Noroeste, Canadá. A região consiste em 6 comunidades, sendo qua as respectivas sedes se localizam em Fort Smith e Hay River. Com exceção de Enterprise e Hay River, as outras comunidades são consideradas Primeiras Nações.

## Comunidades
- Enterprise
- Fort Resolution
- Fort Smith
- Hay River Reserve
- Hay River
- Lutselk'e